# Nanoa enana
Nanoa és un gènere d'aranyes araneomorfes de la família dels pimòids (Pimoidae). Fou descrit per primera vegada l'any 2005 per Hormiga, Buckle i Scharff.
És un gènere germà de Pimoa. Segons el World Spider Catalog amb data de 4 de gener de 2019 comprèn una única espècie, Nanoa enana.

## Distribució i descripció
Aquesta espècie és endèmica dels Estats Units. Es troba des de 925 a 1.530 m d'altitud al sud de la Serralada de les Cascades i a les muntanyes Siskiyou, al nord-oest de Califòrnia, i al comtat de Jackson, Oregon.
El mascle holotip fa 1,42 mm i el paratip femení 1,65 mm.